# Emil Ferris
Emil Ferris (Chicago, 1962) é uma escritora, cartunista e designer americana. Ferris estreou nos quadrinhos com seu romance gráfico de 2017, My Favorite Thing Is Monsters (em português: Minha Coisa Favorita É Monstro). O livro conta a história de Karen Reyes, uma menina que cresce na década de 1960 em Chicago, e é escrita e desenhada na forma de um caderno diário da personagem. A graphic novel foi elogiada como uma "obra-prima" e um dos melhores quadrinhos produzido por um autor novato.

## Biografia
Ferris nasceu numa família artística, filha da pintora Eleanor Spiess-Ferris e do designer Mike Ferris, no lado sul de Chicago e cresceu em North Side. Seus pais são artistas que se conheceram na School of the Art Institute of Chicago. Ela trabalhou como ilustradora freelancer e designer de brinquedos para clientes como McDonald's e Takara Tomy antes de ser autora. Ferris identificou-se cedo como lésbica, porém mais tarde passou a se ver como bissexual. Ferris foi abusada sexualmente quando criança, o que ela diz ter afetado negativamente sua capacidade de desenhar em estilo cartoon por muitos anos.
Em 2001, aos 40 anos, Ferris contraiu a febre do Nilo Ocidental devido a uma picada de mosquito. Três semanas depois de ir ao hospital, ela ficou paralisada da cintura para baixo e perdeu o movimento na mão direita. Ela finalmente recuperou a funcionalidade motora e voltou a trabalhar e desenhar, recebendo um MFA em escrita criativa da Escola do Instituto de Arte de Chicago.
Enquanto se recuperava da paralisia, Ferris trabalhou em sua graphic novel My Favorite Thing Is Monsters. Nela, conta a história de Karen Reyes, uma menina de dez anos fã de filmes de monstros (como a própria Ferris) que, crescendo em meio às tensões sociais da década de 1960 em Chicago, investiga a morte de sua vizinha — uma sobrevivente do Holocausto — no andar de cima. O livro foi escrito e desenhado em forma de caderno diário de Reyes, com arte hachurada desenhada com caneta esferográfica e canetinhas.
My Favorite Thing is Monsters seria lançado em 2016, mas a empresa chinesa que despachou os livros faliu e toda a impressão foi retida num navio no Canal do Panamá. O livro de 400 páginas foi finalmente lançado em 2017 pela Fantagraphics Books, recebendo elogios de autores como Art Spiegelman, Alison Bechdel e Chris Ware, sendo considerado um dos melhores quadrinhos de 2017.
Em 2019, Ferris lançou a edição especial de 16 páginas Our Favorite Thing is My Favorite Thing is Monsters, no dia do quadrinho grátis nos Estados Unidos.

## Prêmios
- Prêmio Ignatz 2017 de excelente graphic novel por My Favorite Thing Is Monsters [14]
- Prêmio Ignatz 2017 de artista de destaque [14]
- Prêmio Literário Lambda 2018 de romance gráfico LGBTQ por My Favorite Thing Is Monsters[15]
- Prêmio Lynd Ward 2018 de melhor novela gráfica do ano por My Favorite Thing Is Monsters[16]
- Prêmio Eisner 2018 de melhor escritor/artista por My Favorite Thing Is Monsters[17]
- Prêmio Eisner 2018 de melhor colorista[17]
- Prêmio Eisner 2018 de melhor graphic novel em álbum inédito[17]
- Grande Prêmio da crítica de 2019 da Association des Critiques et journalistes de Bande Dessinée — ACBD[18]
- Fauve d'or no Festival Internacional de Banda Desenhada de Angoulême de 2019[19]
- Prêmio Eisner 2020 de melhor edição única por Our Favorite Thing Is My Favorite Thing Is Monsters[20]